# Roeselia postalbida
Roeselia postalbida är en fjärilsart som beskrevs av Max Wilhelm Karl Draudt 1919. Roeselia postalbida ingår i släktet Roeselia och familjen trågspinnare. Inga underarter finns listade.